# بن رایتمن
بن لوئیس رایتمن (به انگلیسی: Ben Lewis Reitman) (زادهٔ ۱۸۷۹-درگذشتهٔ ۱۹۴۳ میلادی) آنارشیست آمریکایی و پزشک فقرا («دکتر دوره‌گرد») بود.وی امروزه بیشتر به عنوان یکی از دوستداران و حامیان سرسخت اما گلدمن شناخته می‌شود.وی شخصیت غریب و کاریزماتیکی داشت.همانگونه که اما گلدمن در خودزندگی‌نامه‌اش با نام زندگی ام را میکنم درباره بن رایتمن و شخصیتش نقل میکند:

او با یک کلاه سیاه گاوچرانها و با چهره ای زیبا و عجیب و غریب و کراواتی ابریشمی و عصایی بزرگ امروز بعد از ظهر آمد.و گفت:«این بانوی کوچک اما گلدمن است؟!من همیشه مشتاق آشنایی با شما بودم.» صدای بم و اغوا کننده ای داشت.»من پاسخ دادم:من نیز مشتاق دیدار شما بودم کنجکاوی که به اندازه کافی اعتقاد به آزادی بیان داشت که به اما گلدمن کمک کند.بازدیدکننده من مردی بلند قامت با سر و شکلی زیبا و با موهای فرفری که ظاهراً برای مدتی شسته نشتسته بود است.چشمهایش قهوه ای و درشت و رویایی بود.لبانش زمانی که لبخند میزند و دندانهای زیبایش نمایان میشد پر از شور بود.او یک جانور خوشتیپ بود.دستانش باریک و سفید او یک فریبندگی عجیب و غریبی را اعمال میکرد.ناخن های دستهایش هم به مانند موهایش به نظر با صابون و برس در جنگ بود.من نمی‌توانستم چشم از دستانش بردارم.جذابیت عجیب و غریبی از آنها متصاعد میشد...

## پیند به بیرون
- The More Things Stay the Same [Documentary on Ben Reitman]
- PBS American Experience
- Emma Goldman Ephéméride Anarchiste
- Anarchist Encyclopedia cited
- "بن رایتمن". قبریاب. Retrieved August 10, 2010.
- Ben Lewis Reitman Papers, University of Illinois at Chicago (letters and papers from 1907 to 1989)